# Premi Magritte 2011
La cerimonia di premiazione della 1ª edizione dei Premi Magritte si è svolta il 5 febbraio 2011 al centro congressi Square di Bruxelles.
Le candidature sono state rese note il 13 gennaio 2011.
Il film trionfatore è stato Mr. Nobody, diretto da Jaco Van Dormael, vincitore di sei riconoscimenti su sette candidature, compresi quelli per miglior film e miglior regista.

## Vincitori e candidati
Vengono di seguito indicati in grassetto i vincitori. Ove ricorrente e disponibile, viene indicato il titolo in lingua italiana e quello in lingua originale tra parentesi.
Miglior film
- Mr. Nobody, regia di Jaco Van Dormael
  - Amer, regia di Hélène Cattet e Bruno Forzani
  - Les Barons, regia di Nabil Ben Yadir
  - Illégal, regia di Olivier Masset-Depasse

Miglior regista
- Jaco Van Dormael - Mr. Nobody
  - Joachim Lafosse - Élève Libre - Lezioni private (Élève libre)
  - Olivier Masset-Depasse - Illégal
  - Nabil Ben Yadir - Les Barons

Migliore coproduzione
- Il mio amico Eric (Looking for Eric), regia di Ken Loach
  - Altiplano, regia di Peter Brosens e Jessica Woodworth
  - Il concerto (Le Concert), regia di Radu Mihăileanu
  - My Queen Karo, regia di Dorothée Van Den Berghe

Migliore sceneggiatura originale o adattamento
- Jaco Van Dormael - Mr. Nobody
  - Joachim Lafosse e François Pirot - Élève Libre - Lezioni private (Élève libre)
  - Olivier Masset-Depasse - Illégal
  - Nabil Ben Yadir, Laurent Brandenbourger, con la partecipazione di Sébastien Fernandez - Les Barons

Miglior attore
- Jonathan Zaccaï - Élève Libre - Lezioni private (Élève libre)
  - Thierry Hancisse - La Régate
  - Mounir Ait Hamou - Les Barons
  - Olivier Gourmet - Un ange à la mer

Migliore attrice
- Anne Coesens - Illégal
  - Yolande Moreau - Mammuth
  - Aylin Yay - Maternelle
  - Cécile de France - Soeur Sourire

Miglior attore non protagonista
- Jan Decleir - Les Barons
  - Benoît Poelvoorde - Coco avant Chanel - L'amore prima del mito (Coco avant Chanel)
  - Yannick Renier - Élève Libre - Lezioni private (Élève libre)
  - François Damiens - Il truffacuori - Professionista in separazioni (L'Arnacœur)
  - Laurent Capelluto - Agente speciale 117 al servizio della Repubblica - Missione Rio (OSS 117 : Rio ne répond plus)

Migliore attrice non protagonista
- Christelle Cornil - Illégal
  - Claire Bodson - Élève Libre - Lezioni private (Élève libre)
  - Yolande Moreau - Gainsbourg (vie héroïque)
  - Sandrine Blancke - Soeur Sourire

Migliore promessa maschile
- Joffrey Verbruggen - La Régate
  - Jonas Bloquet - Élève Libre - Lezioni private (Élève libre)
  - Amir Ben Abdelmoumen - Oscar et la Dame rose
  - Martin Nissen - Un ange à la mer

Migliore promessa femminile
- Pauline Étienne - Élève Libre - Lezioni private (Élève libre)
  - Stéphanie Blanchoud - La Régate
  - Chloé Struvay - Maternelle
  - Anna Fransiska Jager - My Queen Karo

Miglior fotografia
- Christophe Beaucarne - Mr. Nobody
  - Manuel Dacosse - Amer
  - Alain Marcoen - La Régate

Miglior sonoro
- Benoît Biral, Valene Leroy, Julien Paschal e Fred Pie - Panico al villaggio (Panique au village)
  - Marc Bastien, François Dumont e Thomas Gauder - Illégal
  - Emmanuel de Boissieu, Frédéric Demolder e Dominique Warniert - Mr. Nobody

Migliore scenografia
- Eric Blesin e Marc Nis - Panico al villaggio (Panique au village)
  - Patrick Dechesne e Alain-Pascal Housiaux - Illégal
  - Mohammed Ayada - Les Barons

Migliori costumi
- Christophe Pidre e Florence Scholtes - Soeur Sourire
  - Anne Fournier - Altiplano
  - Bernadette Corstens - My Queen Karo

 Migliore colonna sonora 
- Pierre Van Dormael - Mr. Nobody
  - Frédéric Vercheval - Diamond 13 (Diamant 13)
  - Bernard Plouvier - Panico al villaggio (Panique au village)

Miglior montaggio
- Matyas Veress - Mr. Nobody
  - Damien Keyeux - Illégal
  - Ludo Troch - Il concerto (Le Concert)

Miglior cortometraggio
- Nuit blanche
  - De si près
  - La Balançoire
  - Pour toi, je ferai bataille
  - Sous un coin de ciel bleu

Miglior documentario
- Les Chemins de la mémoire
  - Katanga Business
  - Les films rêvés
  - Terre d'usage
  - Vents de sable, femmes de roc

Premio onorario
- André Delvaux

Premio del pubblico
- Benoît Poelvoorde